# معركة قرطاجنة 1741
قالب:Campaignbox War of Jenkins' Ear
معركة قرطاجنة (بالإسبانية: Sitio de Cartagena de Indias) (معركة كارتاخينا دي إندياس) هي معركة وقعت خلال حرب أذن جينكنز بين إسبانيا وبريطانيا من 1739 إلى 1748. كانت الحرب نتيجة للتوترات التجارية طويلة الأمد ودارت في المقام الأول في منطقة الكاريبي. حاول البريطانيون الاستيلاء على الموانئ الإسبانية الرئيسة في المنطقة، بما في ذلك بورتو بيلو وشاغرس في بنما وهافانا وقرطاجنة دي إندياس في كولومبيا الحالية.